# Lichtensia peringueyi
Lichtensia peringueyi är en insektsart som beskrevs av Joubert 1925. Lichtensia peringueyi ingår i släktet Lichtensia och familjen skålsköldlöss. Inga underarter finns listade i Catalogue of Life.